# 10年代
10年代（じゅうねんだい）は、西暦（ユリウス暦）10年から19年までの10年間を指す十年紀。

## できごと

### 14年
- アウグストゥスの死去を受け、ティベリウスがローマ帝国の第2代皇帝に即位。

### 18年
- 赤眉の乱（〜25年）。

## 主な人物
- アウグストゥス、ローマ皇帝（在位:紀元前27年 - 14年）
- ティベリウス、ローマ皇帝（在位:14年 - 37年）
- ゲルマニクス、ローマ帝国の軍人